# 嘉陵江
嘉陵江（かりょうこう、Jialing River、拼音: Jīalíng jiāng）は、中華人民共和国の甘粛省から陝西省を通り四川省へと流れる大きな川で、重慶市で長江に合流する。長さ1,119km、流域面積は16万平方kmで、長江の支流の中でも流域面積が最大。嘉陵江という名は、上流の陝西省宝鶏市鳳県で嘉陵谷という渓谷を通ることに由来する。旧名は閬水（ろうすい）、渝水（ゆすい）。

## 流域

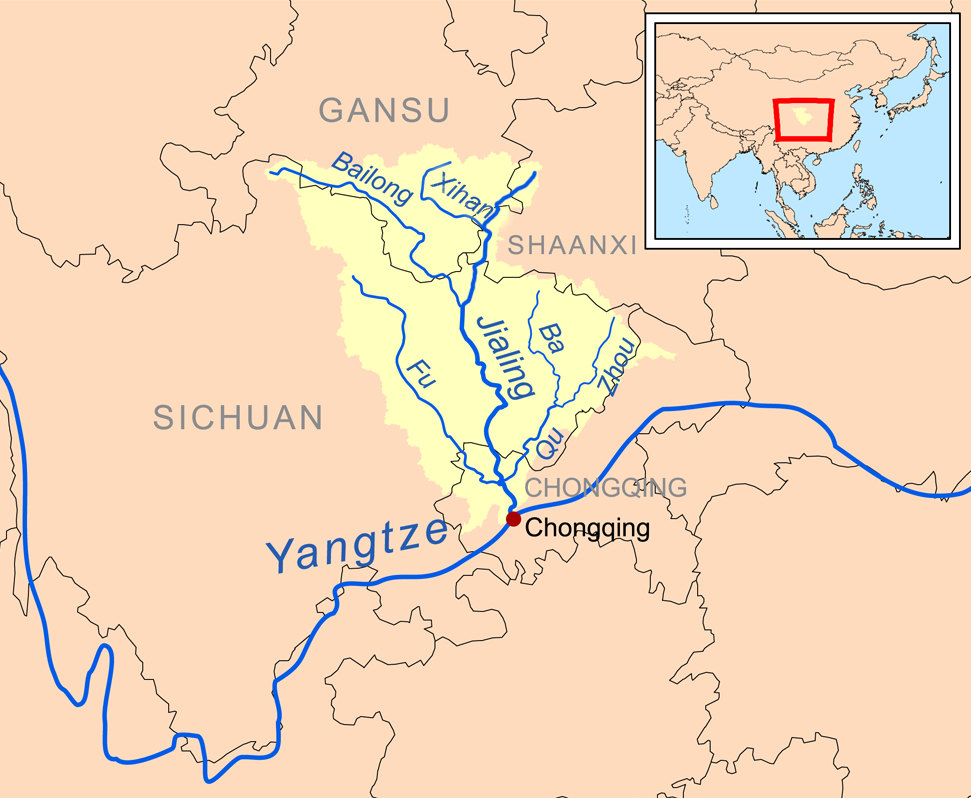
嘉陵江流域

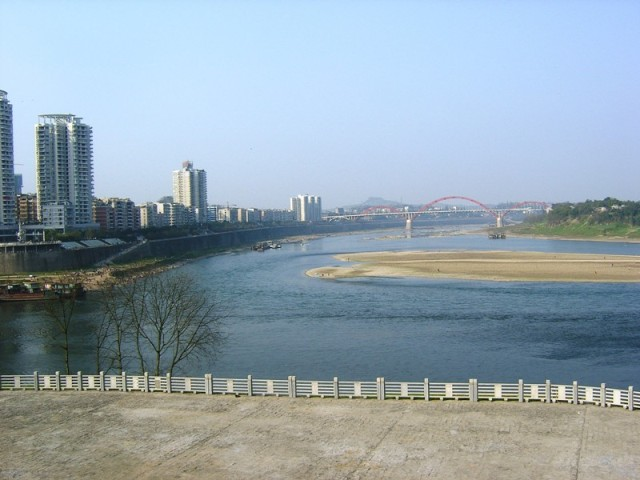
嘉陵江に面した重慶市合川区の市街地

嘉陵江の源流は、四川省・甘粛省・陝西省にまたがる山岳地帯にある。大きな支流は西側の白龍江および東側にある西漢水である。
白龍江は甘粛省と四川省の境をなす岷山山脈の北、両省の境界にまたがる郎木寺（ダッツァンラモ）付近に発し、四川省北端から甘粛省最南部の隴南市に入り、舟曲県（ドゥクチュ県）・武都区などを通る。隴南市南部の碧口には水力発電用の大きなダム湖があるが、ここで岷山山脈の東北に発し九寨溝付近を通り、甘粛省文県を流れる白水江と合流する。ダム湖を出た白龍江は四川省広元市に入り山岳地帯から出る。
西漢水（嘉陵江）は陝西省南西部、秦嶺山脈の南に発する。宝鶏市鳳県を通り、甘粛省南部から流れる支流を集め、漢中市西部の略陽県を通る。源流付近の嘉陵谷の地名から嘉陵江の名があるが、漢中を流れる漢水より西にあることから西漢水とも呼ばれる。
白龍江と西漢水は四川盆地北部の広元市昭化で合流し嘉陵江となる。ここまでが上流で、昭化から重慶市合川区までが中流である。昭化からは航行可能な河川となり、蛇行しながら丘陵地帯を通って平野に入る。嘉陵江の中流以下では、川の経路は曲がりくねり、広元から合川までの直線距離は200kmであるが川の長さは600kmに達する。特に南充市付近では蛇行が激しい。
合川で、岷山山脈から綿陽市を経て流れてきた涪江を合わせ、ここから下流となる。重慶市街の東端にある朝天門で長江に合流する。

## 支流

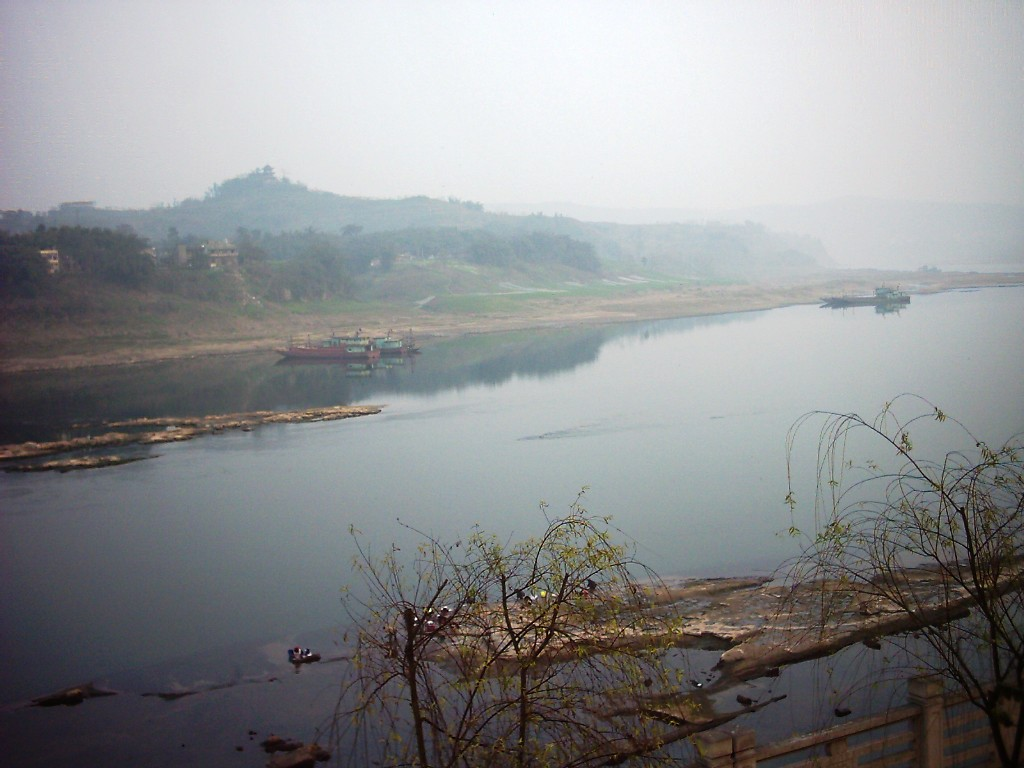
重慶市合川区付近を流れる嘉陵江

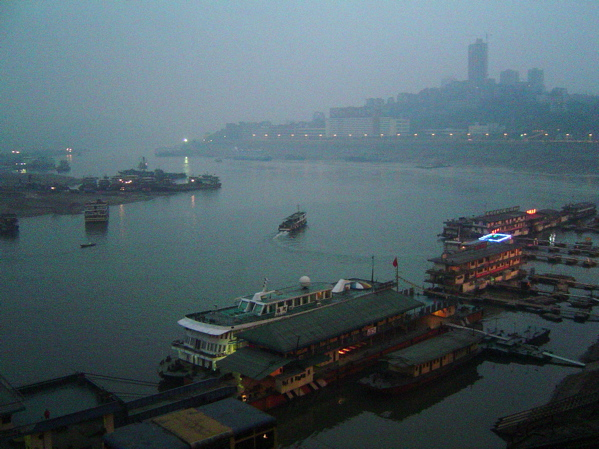
重慶市街地、嘉陵江と長江との合流点付近

嘉陵江には多数の支流があるが、特に大きな支流は、涪江（ふうこう、Fu Jiang）と渠江（きょこう、Qu Jiang）であり、いずれも合川で合流する。

## 主な都市
- 広元
- 閬中
- 南充
- 広安
- 合川
- 北碚
- 重慶